# Stasys Mikelis

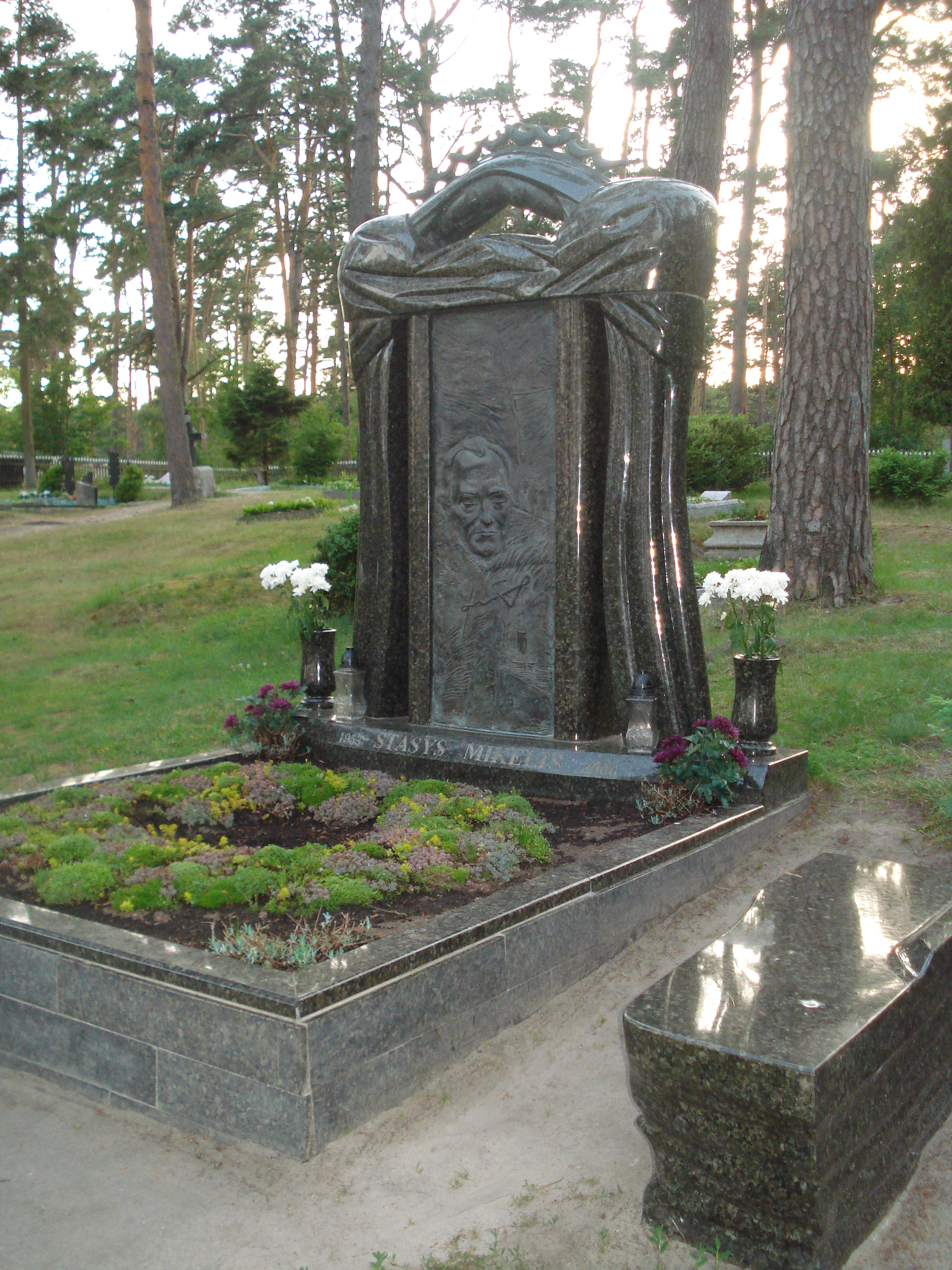
Grab von S. Mikelis

Stasys Mikelis (* 1. Mai 1953 in Švėkšna, Rajongemeinde Šilutė; † 23. März 2006 in Vilnius) war ein litauischer Politiker.

## Leben
Nach dem Abitur 1970 an der Mittelschule absolvierte er Stasys Šimkus-Musikschule in Klaipėda. Danach lebte er in Neringa. Ab 1974 arbeitete er als Kunstleiter und danach als Direktor im Kulturhaus Nida. 1979 wurde er Direktor vom „Ąžuolynas“-Erholungshaus in Juodkrantė. Danach studierte er als Regisseur der Veranstaltungen an der Lietuvos valstybinė konservatorija.
Von 1987 bis 1990 war er stellvertretender Bürgermeister und ab 1995 Bürgermeister der Gemeinde Neringa.
Von 2004 bis 2006 war er Mitglied im Seimas.
Er war Mitglied der Darbo partija.

## Auszeichnung
- 2003: Gediminas-Orden, Riterio kryžius